# Giustino
Giustino település Olaszországban, Trento megyében. Lakosainak száma 739 fő (2023. január 1.). Giustino Comano Terme, Carisolo, Spiazzo, Stenico, Strembo, Vermiglio, Massimeno, Pinzolo és Caderzone községekkel határos.

## Népesség
A település népességének változása:
| Lakosok száma | 743  | 725  | 739  |
|               | 2017 | 2018 | 2023 |